# 요한 게오르크 하만
요한 게오르크 하만(Johann Georg Hamann, 1730년 8월 27일 ~ 1788년 6월 21일)은 독일의 철학자이자 시인이다. 쾨니히스베르크(현재 칼리닌그라드) 출신으로 독특하고 난해한 문체 때문에 독일 낭만주의 운동에서 "북방의 박사(Magnus im Norden)"라는 별명을 갖고 있다.